# Historia Jukonu
Jukon stał się terenem kolonizacji przez kompanie handlowe, najpierw Kompanię Północno-Zachodnią, a potem Kompanię Zatoki Hudsona, od końca XVIII wieku i przez pierwszą połowę XIX wieku. Potem wraz z załamaniem się rynków na wyroby skórzane i futrzarskie ponownie opustoszał. W 1867 region Jukonu wszedł pod administrację kanadyjską jako Dystrykt Jukon, część Terytoriów Północno-Zachodnich. W 1908, wobec konieczności rozszerzenia administracji w czasie Gorączki złota w Klondike, Jukon został oddzielnym terytorium. Po wygaśnięciu gorączki złota pozostał terytorium, z bardzo ograniczoną administracją. Dopiero w drugiej połowie XX wieku nastąpiło powolne odradzanie się terytoriów, głównie w wyniku nowych odkryć geologicznych i rozwoju turystyki.

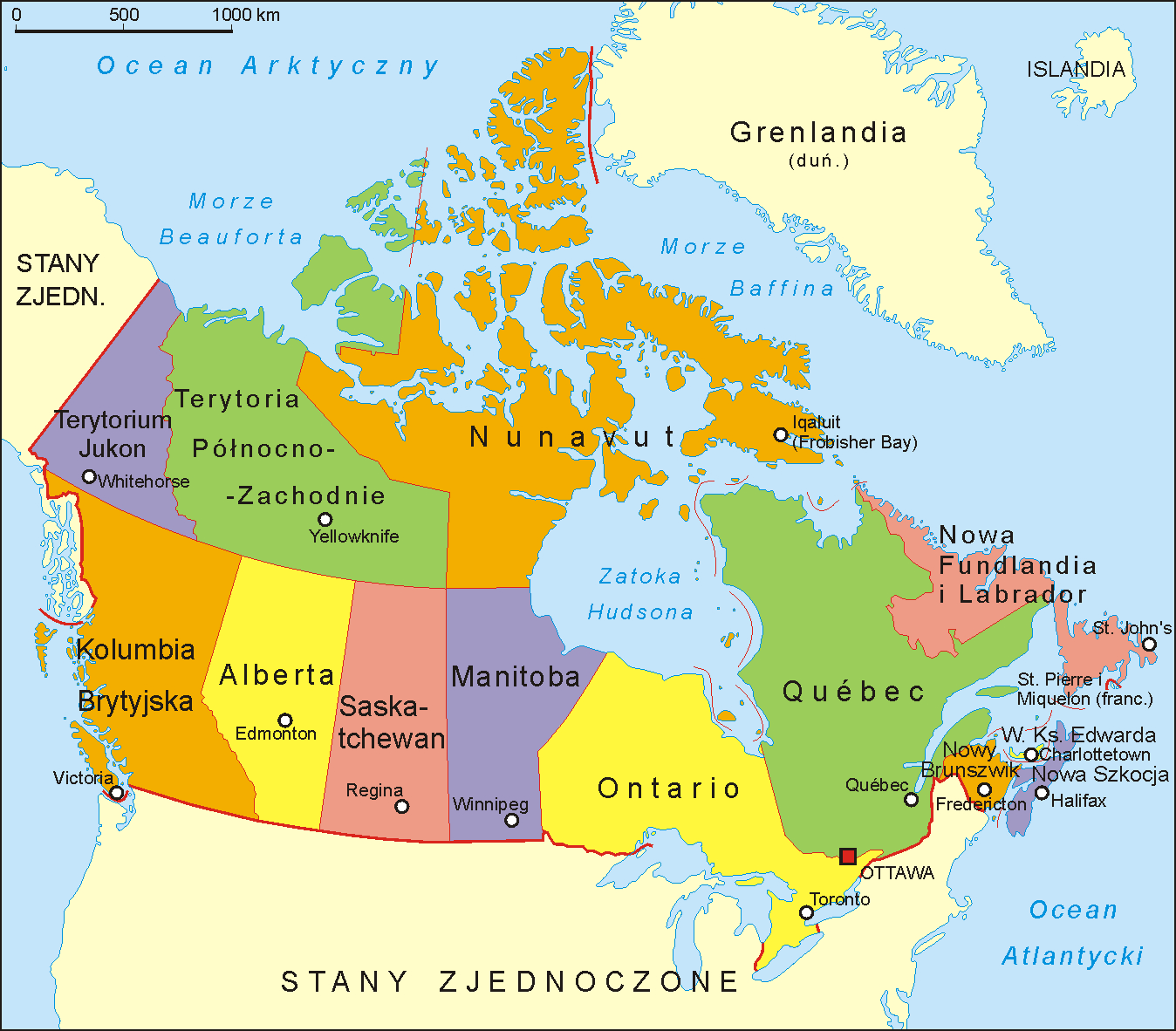

## Rdzenni mieszkańcy i pierwsze odkrycia

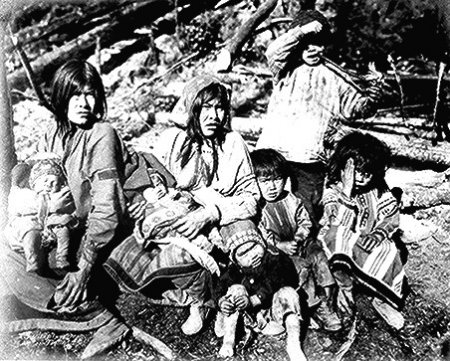
Kobieta i dzieci z ludu Tlingit

Przed przybyciem współczesnych Europejczyków tereny Jukonu zamieszkiwały liczne plemiona Indiańskie takie jak Dene, Tlingit, Gwitchin, Han, Kaska, Tagish i Tutchoni. Prowadziły one wędrowny styl życia, podążając za stadami karibu, trudniąc się także zbieractwem i rybołówstwem. Indianie skupieni byli w małych, wędrownych grupach, lecz okazjonalnie, w okresie polowań łączyli się w większe społeczności.
Pierwszym Europejczykiem, który dotarł w te rejony w 1576 był Martin Frobisher, który należał do pionierów poszukiwania Przejścia Północno-Zachodniego. Innymi podróżnikami i odkrywcami wczesnego okresu badań północnoamerykańskiej Arktyki byli John Davis, William Baffin i Henry Hudson.

## Jukon pod zarządem kompanii handlowych
Po roku 1670, kiedy to Kompania Zatoki Hudsona otrzymała dzierżawę Ziemi Ruperta, rozpoczęła się systematyczna eksploracja zachodnich i północnych terenów współczesnej Kanady. Choć Jukon leżał poza Ziemią Ruperta, agenci kompanii sporadycznie docierali i tam. Pierwszym był Samuel Hearne, który w latach 1770 do 1772 zbadał i opisał okolice rzeki Coppermine. Systematyczne badanie rejonu rozpoczęło się od czasu powołania Kompanii Północno-Zachodniej, która zgłosiła roszczenia do północnych terytoriów leżących na zachód od Ziemi Ruperta. Do najsłynniejszych podróżników pracujących dla Kompanii i badających tereny Jukonu należał Alexander Mackenzie, który w 1789 odbył podróż w dół rzeki Mackenzie, nazwanej później jego imieniem. Badania agentów kompanii sprowadzały się do zagadnień praktycznych, topografii, możliwości komunikacyjnych, możliwości polowań i wymiany towarowej itp.
Ściśle geograficzne badania rozpoczęły się dużo później i zainicjował je Amerykanin Robert Kennicott w 1860, pracujący dla Smithsonian Institution. Badania kontynuował Frederick Schwatka w 1883, w czasie gdy Jukon leżał już w granicach Kanady. Schwatka był amerykańskim żołnierzem, podróżującym po Jukonie przy okazji swych badań Alaski. Rząd Kanady zainicjował profesjonalne badania rejonu w 1870, wysyłając na północ ekspedycję pod kierownictwem George’a Dawsona, która skupiła się nad badaniami topograficznymi i geologicznymi.
Od 1840 r., kiedy zaczęły się wyczerpywać zasoby Ziemi Ruperta, Jukon, a w szczególności Dolina Rzeki MacKenzie, stały się terenem intensywnych połowów oraz handlu z Indianami. Już w 1845 rozpoczęto regularną działalność w okolicach rzeki Jukon. Powstało na tym terytorium szereg fortów, z których najważniejszymi były Lapierre House 1846, Fort Jukon 1847 i Fort Selkirk 1848. W Jukonie polowano na bobry i lisy arktyczne.

## Spory terytorialne
Początek obecności Brytyjskiej na terytorium Jukonu zbiegł się z kolonizacją Alaski przez Rosję – utworzeniem Nowej Rosji. Roszczenia terytorialne obu krajów częściowo się pokrywały. Po długoletnich negocjacjach w 1825 osiągnięto porozumienie graniczne. Granice wytyczono wzdłuż południka 141°W na północ od równoleżnika 60°N. Jednocześnie Rosja otrzymała pas wybrzeża Kolumbii Brytyjskiej, sięgający do równoleżnika 54°40’N, zwany potocznie “rączką patelni”. Choć północna kwatera Kompanii – Fort Jukon, znalazła się na terytorium Nowej Rosji, administracja rosyjska, przymykała oczy na działalność kompanii na swym terenie, gdyż kupcy i myśliwi rosyjscy byli bardziej zainteresowani łowami, połowami i handlem w części oceanicznej swej kolonii.
Ponownie sytuacja się skomplikowała po zakupie Alaski przez USA. Amerykanie przyjęli bardziej zasadnicze stanowisko i odmówili Kompanii działania na swoim terenie. Zbiegło się to jednak z okresem wycofywania się jej z działalności na dalekiej północy, związanym z kurczeniem się rynków zbytu na skóry i futra. Bardziej złożona sytuacja dotyczyła obszaru rączki patelni. Wielka Brytania stanęła na stanowisku, iż zakup Alaski unieważnił umowę z Rosją i teren ten powinien być na powrót włączony do Kolumbii Brytyjskiej. Amerykanie odrzucali taką interpretację. Ostatecznie spór został rozwiązany dopiero w 1890 (już pomiędzy USA, a Kanadą) w wyniku międzynarodowego arbitrażu. Większość tych terenów pozostała w rękach amerykańskich.

## Jukon w Terytoriach Północno-Zachodnich Kanady
Jukon wraz z całymi Terytoriami Północno-Zachodnimi został przyłączony do Konfederacji Kanady w 1867, a następnie wraz ich podziałem na dystrykty zostały ustalone jego granice jako Dystrykt Jukon. Terytorium praktycznie niezamieszkane przez europejską ludność, a tylko przez niewielkie grupy Indian, nie wzbudzało większego zainteresowania władz i uznawane było za teren o niewielkim potencjale gospodarczym. Sytuacja ta zmieniła się praktycznie z dnia na dzień, gdy w Klondike 1896 odkryto bogate zasoby złota. Odkrycie to zapoczątkowało jedną z najsłynniejszych gorączek złota, której legenda znalazła swoje miejsce w świadomości ludzkiej, literaturze oraz w filmie. Znana jako Gorączka złota w Klondike zmieniła oblicze terytorium.

## Gorączka złotai utworzenie terytorium Jukon

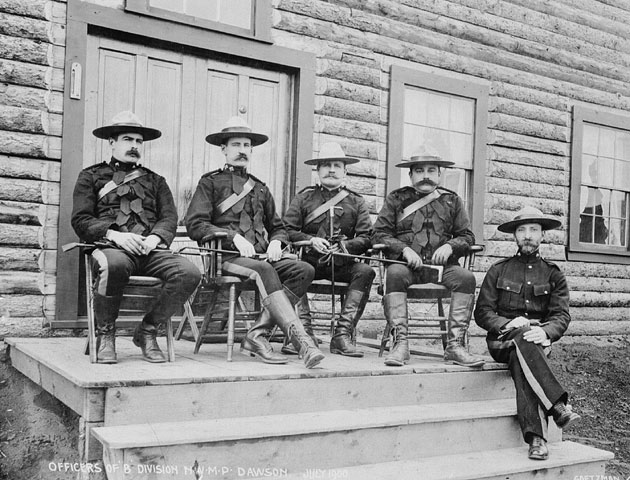
Północno-Zachodnia Policja Konna w Jukonie w 1900 r.

W ciągu kilku miesięcy do terytorium napłynęło ponad 30 tysięcy poszukiwaczy złota, czyniąc Jukon najgęściej zaludnionym dystryktem terytorium. Zmusiło to rząd Kanady do podjęcia znacznych wysiłków administracyjnych związanych z nadzorem prac górniczych, rejestracji działek, pobierania podatków. Największym jednak problemem było utrzymanie porządku pośród olbrzymiej grupy mężczyzn, przybyłych z różnych stron świata, z których wszyscy mieli nadzieje na szybkie i łatwe wzbogacenie się, często w nieuczciwy sposób. Porządek w tej trudnej sytuacji zdołał zapewnić trzystuosobowy oddział Północno-Zachodniej Policji Konnej. Jej dowódca sierżant Sam Steele sprawował nie tylko funkcję dowódcy swego oddziału, lecz także wypełniał wiele czynności administracyjnych, jak nadzór nad pocztą, zaopatrzeniem w żywność i służbą zdrowia. Od początku wprowadzono restrykcje i surowe sankcje wobec naruszających porządek. Na terytorium Jukonu zabroniono posiadania broni palnej. Egzekwowanie tego wymogu było ułatwione ze względu na fakt, że w tereny złotonośne prowadziły tylko dwie drogi przez przełęcze Chilkota i Białą. Zainstalowano tam strażnice, w których dokładnie rewidowano i rejestrowano wszystkich przybywających do terytorium, a broń palną konfiskowano. Każdy z przybywających musiał też posiadać zapasy żywności na co najmniej pół roku.
Taka prowizoryczna sytuacja istniała do 1897 roku, kiedy to rząd federalny zdecydował wprowadzić stałą administrację. Powołano urząd Inspektora, którym został Charles Constantine kwaterujący w Fort Constatntine. W roku 1898 uchwalono Ustawę o Jukonie, wydzielając Jukon z Terytoriów Północno-Zachodnich i tworząc nowe terytorium Jukon. Pierwszym Komisarzem terytorium został James Morrow Walsh, który wkrótce ustąpił, przekazując urząd Williamowi Ogilvie. Komisarza wspierała czteroosobowa, mianowana rada. Wobec faktu, że większość mieszkańców Jukonu (poszukiwaczy złota), było obywatelami obcych państw, głównie USA, członkowie rady byli osobami niezamieszkałymi w terytorium. Z czasem zaczęto do rady powoływać, a od 1909 wybierać w powszechnych wyborach, mieszkańców tego terytorium.

## Współczesny Jukon
Gorączka złota wygasła równie szybko jak wybuchła. Do 1904 terytorium na powrót wyludniło się. Spowodowało to zmniejszenie aktywności administracyjnej. Rada rządząca została zredukowana do trzech osób. Zrezygnowano także z przeprowadzania wyborów. Dawniej tętniące życiem Dawson City opustoszało, by w 1953 stracić swój status stolicy na rzecz Whitehorse. Terytorium przeżyło ponownie krótki okres ograniczonej prosperity w czasie budowy drogi do Alaski tzw. Alaska Highway w latach czterdziestych. Gdy jednak budowniczowie opuścili rejon, powrócił dawny marazm.
Dopiero w latach siedemdziesiątych rząd federalny zaczął wykazywać większe zainteresowanie terenami północnymi kraju. Utworzono ministerstwo do spraw północnych, zaczęto inwestować w infrastrukturę. Rozpoczęto akcję promocji terytoriów. Do pewnego odrodzenia się gospodarczego Jukonu, jak i pozostałej części terytoriów północnych, doprowadziły nowoczesne metody badań geologicznych i odkrycie znacznych bogactw mineralnych, których wydobycie stało się opłacalne przy zastosowaniu metod przemysłowych. Zaczęto także promować turystykę arktyczną. Wszystkie te działania odniosły połowiczny sukces. Ludność terytorium wzrosła do 30 tysięcy, a rozwój gospodarczy zbliżył terytorium do samowystarczalności, lecz było to dużo mniej niż się spodziewano. W celu intensyfikacji migracji do terytorium utworzono wybieralne Zgromadzenie Legislacyjne Jukonu oraz przedstawicielski rząd. Jukon został też jedynym terytorium, w którym wykształcił się system partyjny (zobacz partie polityczne w Kanadzie).